# Linn Jørum Sulland
Linn Jørum Sulland (Oslo, 15 de julio de 1984) es una balonmanista noruega campeona olímpica con la selección de Noruega.

## Trayectoria

### De clubes
Sulland empezó a jugar balonmano en Korsvoll IL y se unió a Stabæk Håndball en 2001. Comenzó en el equipo juvenil del Stabæk y en su segunda temporada en el club ya formaba parte del primer equipo, donde jugó 22 partidos durante la temporada 2002-23. Sulland fue la máxima goleadora de la liga noruega en la temporada 2005/2006 (compartió el primer puesto con Linn-Kristin Riegelhuth, 159 goles), así como el jugador del año y mejor lateral derecho del año.

#### Larvik
En 2009 se unió a Larvik HK. Aquí ganó el campeonato noruego en su primera temporada, la 2009/10. En la segunda temporada, la 2010/11, ganó la Liga de Campeones con un papel crucial en la victoria final marcando 10 goles. Las siguientes cuatro temporadas volvió a levantar el título noruego y disputó dos finales de Champions más.

#### Győr
Dejó el Larvik para mudarse a Hungría a jugar con el Győri ETO KC. Su única temporada, la 2015/16, ganó el campeonato y la copa húngara.

#### Vipers
Regresó a Noruega para unirse al Vipers Kristiansand con el que llegó a la final de la Liga Europea de la EHF en la temporada 2017/18. Perdió la final ante el SCM Craiova rumano.
Se retiró tras la temporada 2020/21. En el último partido de su carrera profesional volvió a ganar la Liga de Campeones 2020-21 con el Vipers, la primera vez que el Vipers ganó el torneo, y la segunda vez que un equipo noruego se alzaba con el título.

#### Oppsal IF
En la temporada 2022/23 salió temporalmente del retiro para ayudar al equipo de segunda división Oppsal IF, donde formó parte además del cuerpo técnico. En la temporada 2023/24 se retiró nuevamente debido a su embarazo, pero hizo un segundo regreso en febrero de 2024 para ayudar al Oppsal IF a ascender a la máxima división noruega con la que compitió en la máxima categoría durante la 2024/25.

### Clubes
- 2001-09:  Stabæk Håndball
- 2009-15:  Larvik HK
- 2015-16:  Győri ETO KC
- 2016-21:  Vipers Kristiansand

## Selección nacional

### Balonmano
Debutó con la selección noruega en 2004. Con la selección levantó 5 grandes títulos (Juegos Olímpicos, Mundial y Europeo) lo que le hace una de las jugadoras con más títulos de la historia de Noruega y se retiró en 2018.

### Balonmano playa
Linn Sulland además compitió con la selección noruega de balonmano playa, con la que consiguió una medalla de bronce en el Campeonato Europeo de Balonmano Playa de 2007, donde también fue la máxima goleadora del torneo. Además, en 2009, formó parte del equipo que ganó una medalla de plata en el Campeonato Europeo de Larvik.

## Logros

### Selección nacional
- 1 x  Medalla de oro del Juegos Olímpicos (2012)
- 2 x  Medalla de oro del Campeonato del Mundo (2011, 2015)
- 1 x  Medalla de plata del Campeonato del Mundo (2007)
- 2 x  Medalla de oro del Campeonato Europeo (2008, 2010)
- 1 x  Medalla de plata del Campeonato Europeo (2012)

#### Playa
- 1 x  Medalla de plata del Campeonato de Europa de balonmano playa (2009)
- 1 x  Medalla de bronce del Campeonato de Europa de balonmano playa (2007)

### De clubes
- 2 x Liga de Campeones de la EHF (2011, 2021)

### Competiciones de clubes
- 10 x Campeonato de Noruega (2009/10, 2010/11, 2011/12, 2012/13, 2013/14, 2014/15, 2017/18, 2018/19, 2019/20, 2020/21)
- 10 x Copa de Noruega (2010, 2011, 2012, 2013, 2014, 2015, 2017, 2018, 2019, 2020)
- 1 x Campeonato de Hungría (2016)
- 1 x Copa de Hungría (2016)

### Premios individuales
- Lateral derecho All-Star de la Eliteserien 2018/19[18]
- 2 x Máxima goleadora de la Eliteserien 2005/06, 2017/18
- Máxima goleadora de la Liga Europea de la EHF 2017/18
- Lateral derecho All-Star de la Copa Møbelringen 2018[19]
- Máxima goleadora de la Liga de Campeones de la EHF 2018/19 (89 goles)